# Corfu
Corfu – wieś w Stanach Zjednoczonych, w stanie Nowy Jork, w hrabstwie Genesee.